# Monti Chugach
I Monti Chugach (in inglese Chugach Mountains) sono una catena montuosa dell'Alaska (Stati Uniti d'America). Culminano con il Monte Marcus Baker (4.016 m).

## Descrizione fisica

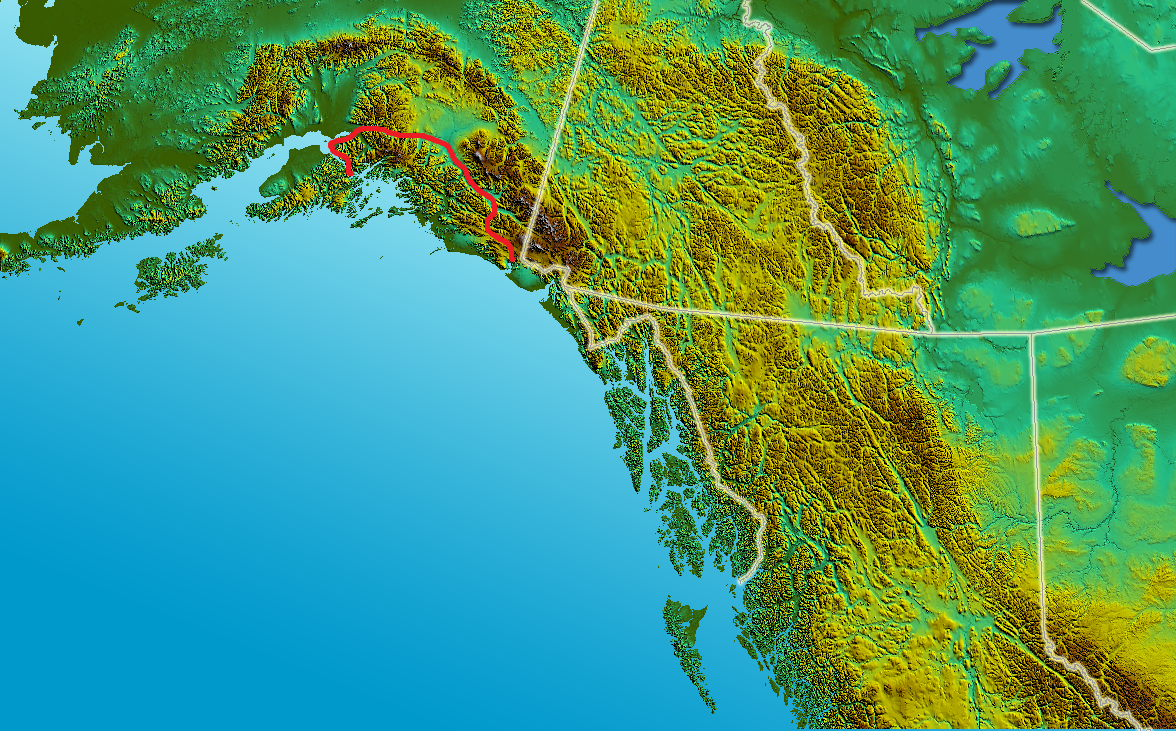

I Monti Chugach sono la catena di montagne più settentrionali dell'Alaska del sud e fanno parte del gruppo Catena Costiera Pacifica. Si estendono a ovest dalla Baia di Knik e Baia di Turnagain (nei pressi della città di Anchorage) fino al ghiacciaio Malaspina escluso. A nord è delimitata dai fiumi Matanuska, Copper e Chitina. La catena si sviluppa quindi da nord-ovest a sud-est per quasi 500 chilometri. Verso il mare, nella parte a nord-ovest, il gruppo montuoso è bagnato dallo Stretto di Prince William (in inglese Prince William Sound), e più a sud dal Golfo dell'Alaska. La sua posizione lungo il Golfo dell'Alaska garantisce copiose nevicate con una media annua di 1500 centimetri.
La catena montuosa viene suddivisa in tre sezioni geografiche: il Chugach Occidentale (in inglese Western Chugach), è la parte di fronte alla penisola di Kenai delimitata dalla baia di Turnagain, la baia di Knik con il relativo fume Knik e la direttrice che dal ghiacciaio Knik va alla cittadina di Portage; il Chugach Orientale (in inglese Estern Chugach), è l'area più meridionale della catena delimitata a nord dal fiume Copper (dal Copper River Delta fino alla cittadina di Chitinia) e più a sud dal ghiacciaio Bering. L'area centrale è chiamata Chugach Centrale (in inglese Central Chugach).

## Storia
Il nome "Chugach" (nella moderna ortografia Cuungaaciiq) deriva dalla popolazione nativa di queste montagne ed è stato dato dai russi, i primi esploratori di questi luoghi. In realtà le popolazioni indigene sono i "Sugpiaq" (o "Alutiiq"), abitanti della penisola di Kenai e delle aree attorno allo stretto Prince William. I russi chiamavano questi luoghi "Chugachik" e la gente come "Chugatz" o "Tshugatskoy". Nel 1898 il capitano dell'esercito americano William R. Abercrombie ha descritto queste montagne con il nome "Chugatch".

## Geologia
La formazione delle montagne deriva dall'azione della placca del Pacifico contro e sotto la costa meridionale dell'Alaska. In contrasto con la roccia di tipo cristallino dell'area centrale dell'Alaska, il Chugach è in gran parte realizzato con rocce metamorfiche, spesso fragili e friabili. La sommità del gruppo montuoso è fortemente ghiacciata (sono presenti estesi campi di ghiaccio come il Campo di ghiaccio Bagley - Bagley Ice Field), con un'area totale di ghiaccio misurata (nel 1980) in circa 13.000 chilometri quadrati. Anche dove non sono circondate dal ghiaccio, le montagne sono in gran parte scolpite dai ghiacciai, dando loro un aspetto distintamente alpino.

## Montagne principali

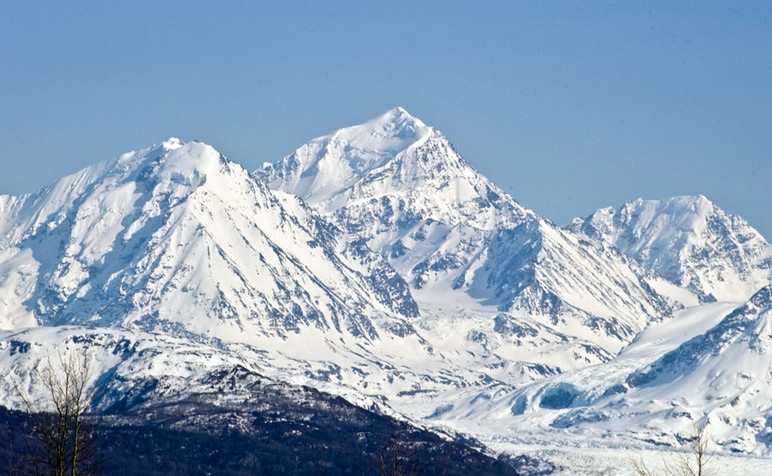
Monte Marcus Baker

Di seguito sono elencate le dieci cime più alte dei monti Chugach:
| Nome                                    | Altitudine m s.l.m. | Coordinate             |
| --------------------------------------- | ------------------- | ---------------------- |
| Monte Marcus Baker (Mount Marcus Baker) | 4.016               | 61°26′15″N 147°45′09″W |
| Monte Thor (Mount Thor)                 | 3.816               | 61°29′07″N 147°08′46″W |
| Monte Valhalla (Mount Valhalla)         | 3.699               | 61°27′35″N 147°04′51″W |
| Monte Witherspoon (Mount Witherspoon)   | 3.661               | 61°23′44″N 147°12′03″W |
| Monte Einstein (Mount Einstein)         | 3.521               | 61°21′24″N 147°05′54″W |
| Monte Tom White (Mount Tom White)       | 3.411               | 60°39′06″N 143°41′50″W |
| Monte Icing (Icing Peak)                | 3.339               | 61°32′11″N 147°42′21″W |
| Monte Grace (Mount Grace)               | 3.213               | 61°19′06″N 147°53′12″W |
| Monte Goode (Mount Goode)               | 3.234               | 61°19′35″N 147°59′09″W |
| Monte Steller (Mount Steller)           | 3.205               | 60°31′12″N 143°05′35″W |

Altri importanti monti sono:
- Monte Palmer - 2.007 m
- Flattop Mountain - 908 m
- Eagle Peak - 1.958 m
- Polar Bear Peak - 1.655 n

## Parchi e aree protette
Il gruppo montuoso ospita due aree protette: il Parco statale di Chugach (in inglese Chugach State Park) e la Foresta nazionale di Chugach  (in inglese Chugach National Forest). Nell'area nord-est ospita anche una parte del grande Parco nazionale e riserva di Wrangell-St. Elias (in inglese Wrangell-St. Elias National Park).

## Fauna
Nei monti Chugach sono presenti i seguenti mammiferi:
- Orso Grizzly: è il più grande orso bruno costiero; è presente un po' ovunque; può essere pericoloso.
- Orso nero: sono altrettanto comuni soprattutto nella zona di Girdwood e nella parte occidentale del Chugach.
- Alce: è presente quasi ovunque tranne nell'area dello stretto Prince William. Se s'incontra un alce, è meglio ripararsi dietro un albero.
- Lupo: sono presenti ma molto riservati.
- Coyote: nell'area è una presenza relativamente recente.
- Bighorn bianco: (chiamata anche "pecora di Dall") è presente ovunque e spesso visibile sulle scogliere della baia di Turnagain.
- Capra di montagna: si distingue dalla pecora di Dall per il colore meno bianco (cremisi) del pelo e dai corni più diritti. Con il Bighorn bianco sono allopatriche, ossia i due areali non si sovrappongono quasi mai: frequentano piste più asciutte le prime, zone più bagnate e marittime le seconde.
- Lynx: è l'unico felino presente, ma molto difficile da vedere.
- Ghiottone: anche questo è molto raro.
- Cervo: da poco sta diffondendosi dallo stretto Prince William.

## Luoghi abitati e accessi
Le principali cittadine all'interno di questo gruppo montuoso sono Whittier, Valdez e Cordova (tutte sul mare). 
Whittier in realtà è sulla linea di separazione tra i Monti Chugach e Monti Kenai dell'omonima penisola (Penisola di Kenai). Questa piccola cittadina di 200 abitanti è raggiungibile tramite la Whittier Access Rd che lascia l'Autostrada Seward (in inglese Seward Hwy) al Mile 79, oppure tramite la linea ferroviaria Alaska Railroad. Entrambe le vie attraversano il claustrofobico tunnel Anton Anderson Memorial Tunnel lungo oltre 4 km.
Valdez, famosa per il terminale dell'oleodotto Trans-Alaska Pipeline, è raggiungibile tramite l'Autostrada Richardson (in inglese Richardson Highway) attraverso il passo Thompson (in inglese Thompson Pass).
Cordova invece è isolata a parte una strada sterrata quasi impraticabile lunga circa 180 km che parte dalla cittadina di Chitina (Alaska) e segue più o meno il fiume Copper.
Via mare questi luoghi sono comunque serviti dai traghetti dell'Alaska Marine Highway.
Una strada più interna (a nord) è l'Autostrada Glenn (in inglese Glenn Highway) che con una breve deviazione raggiunge la cittadina di Chitina in posizione centro-nord rispetto alla catena montuosa.

## Turismo
Le montagne Chugach sono una destinazione per gli appassionati della natura ancora abbastanza "selvaggia". Tra le tante attrazioni e attività si possono trovare moltissimi ghiacciai, laghi alpini, fiumi, e fiordi verso il mare. A Whittier ci sono delle escursioni in mare che promettono di far vedere fino a 26 ghiacciai. La fauna selvatica è abbondante, come anche la pesca al salmone e la caccia. Per i più esperti in diverse zone è possibile fare l'arrampicata sul ghiaccio e sulla roccia. Si trovano anche diverse miniere abbandonate. L'interesse è dato anche per una parte dell'originale percorso "Iditarod" che passa attraverso il Chugach sulla strada da Seward prima di proseguire sui campi d'oro nell'Alaska settentrionale.

## Galleria d'immagini

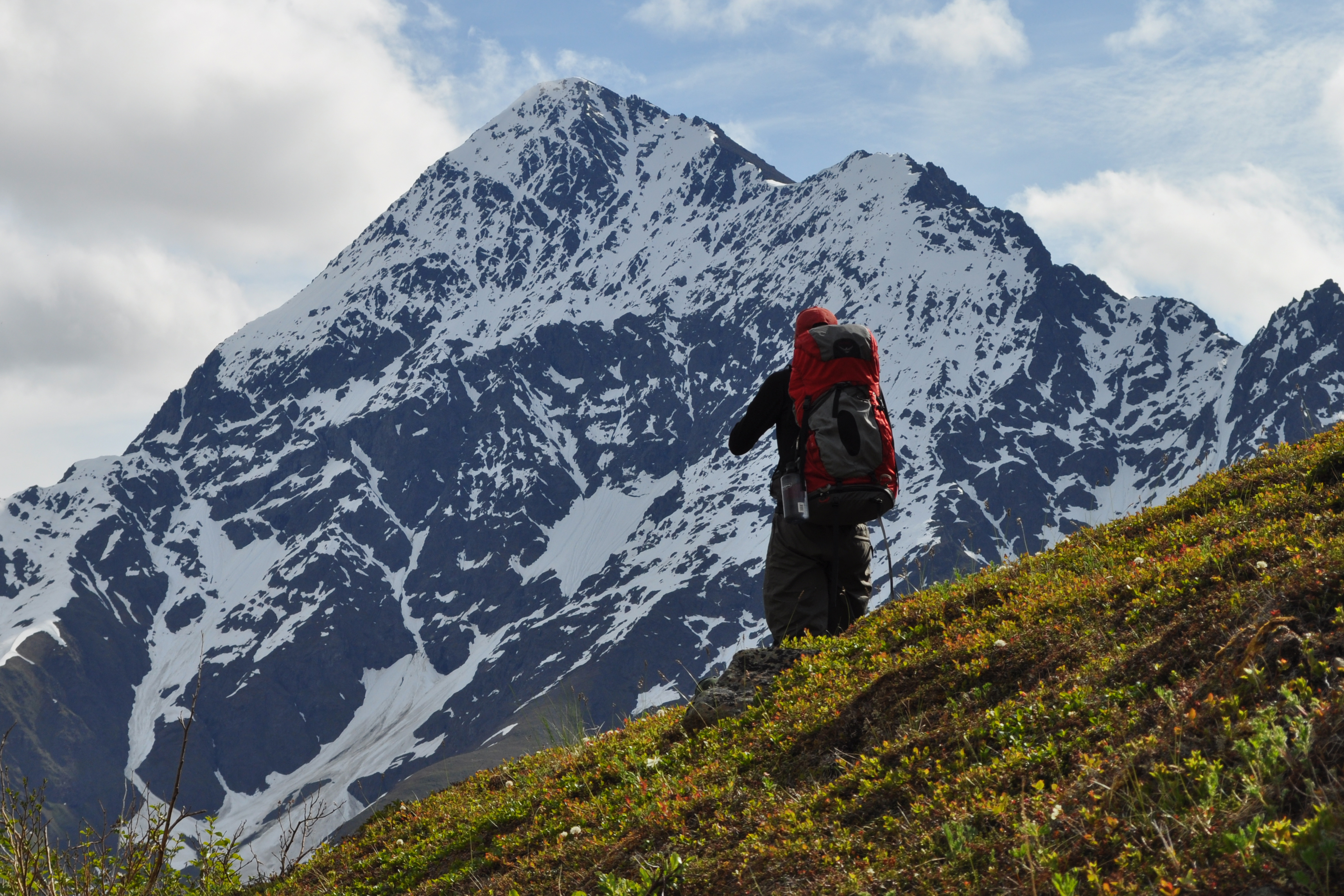
Bold Peak
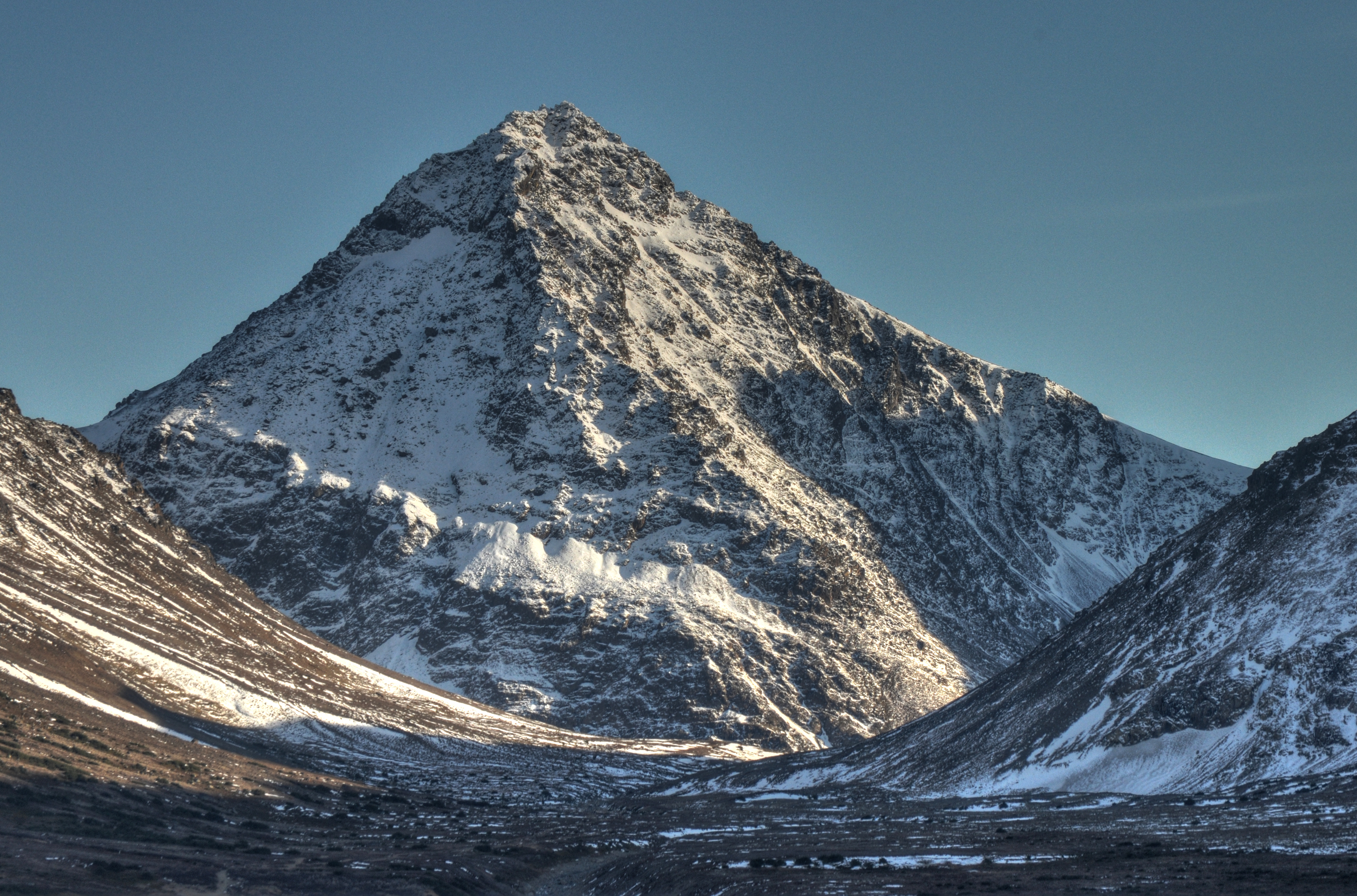
North Suicide Peak
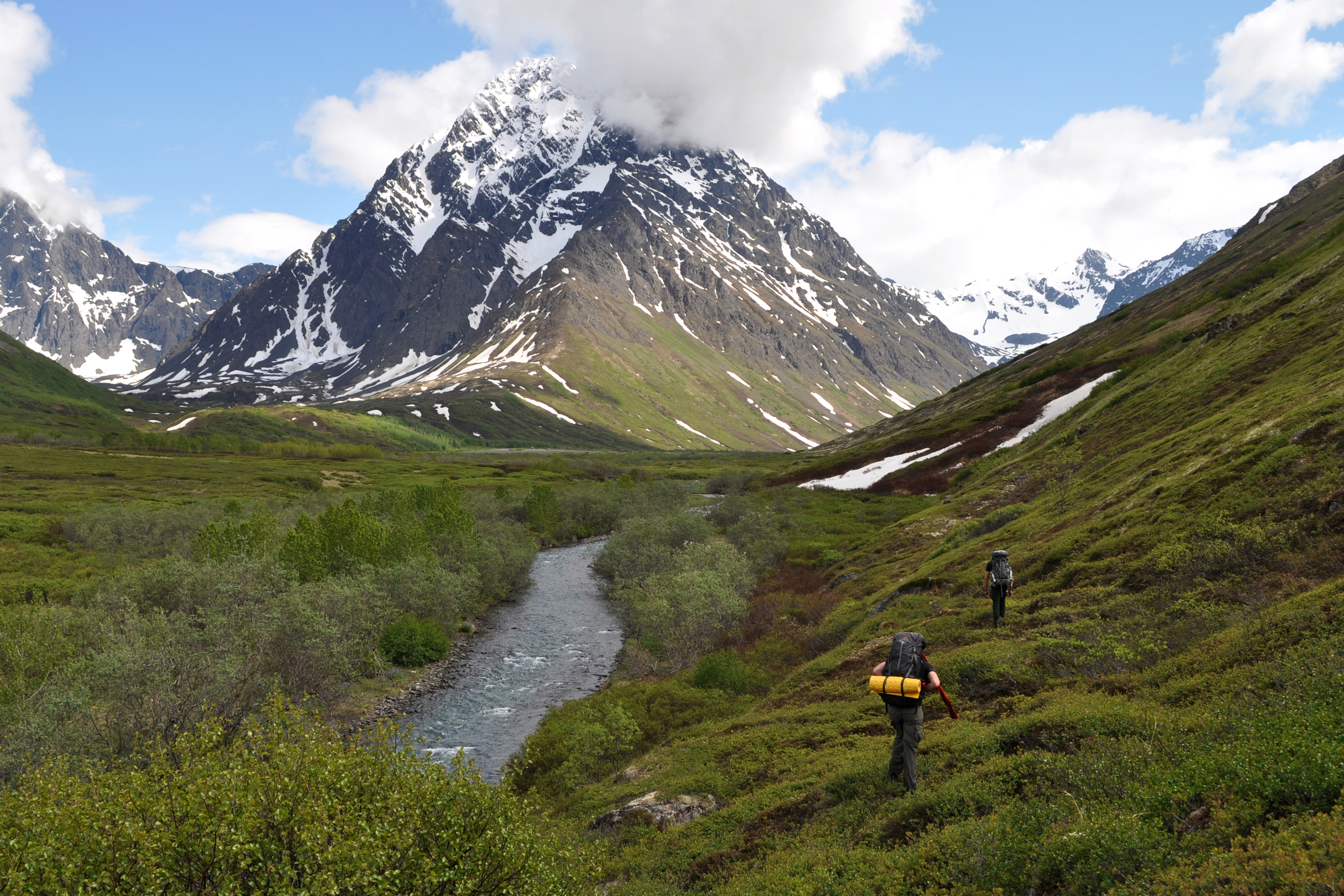
Peters Creek backcountry, sotto il Mount Rumble
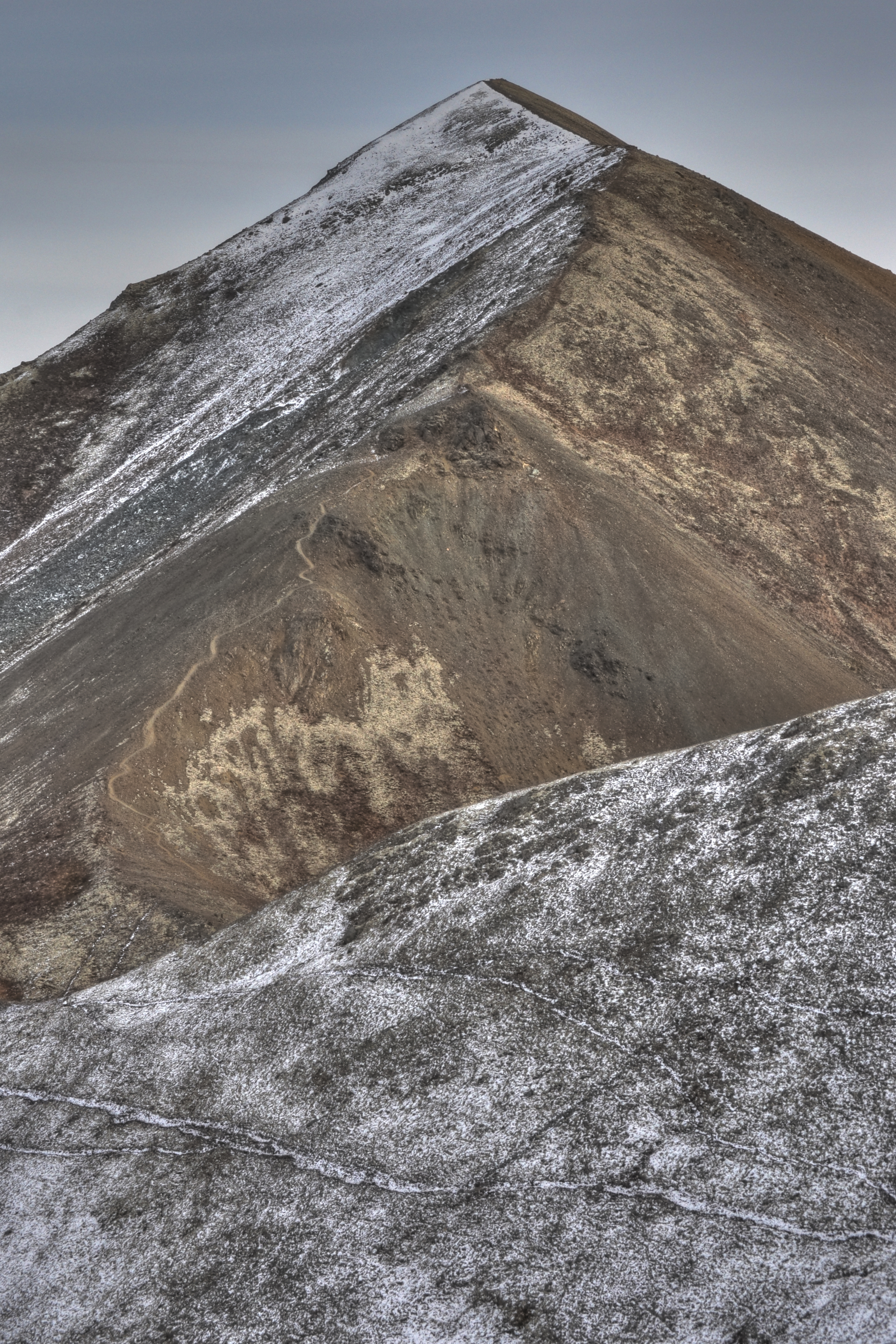
Mount Eklutna
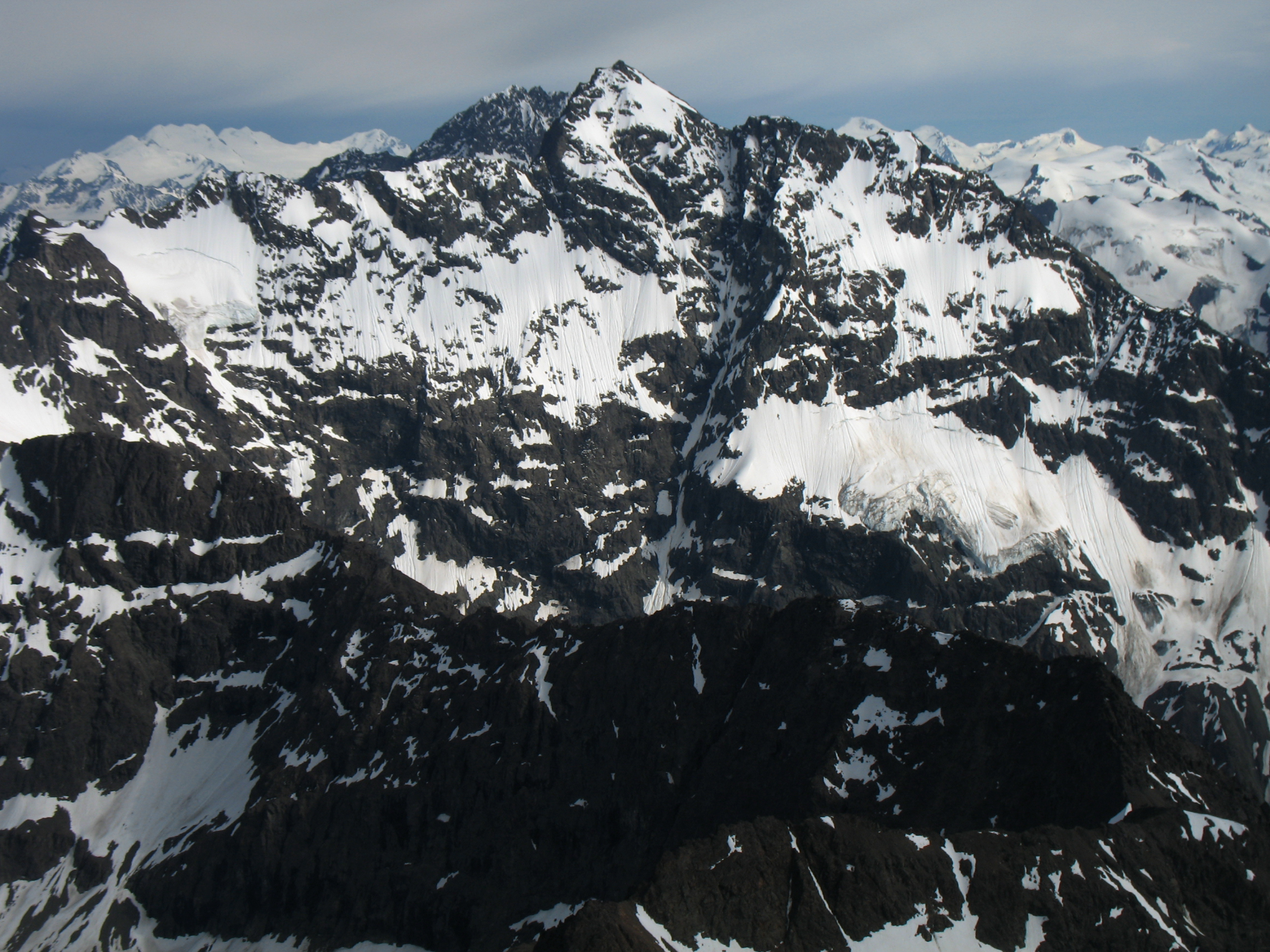
Bashful Peak, la montagna più alta nella parte occidentale del parco statale di Chugach
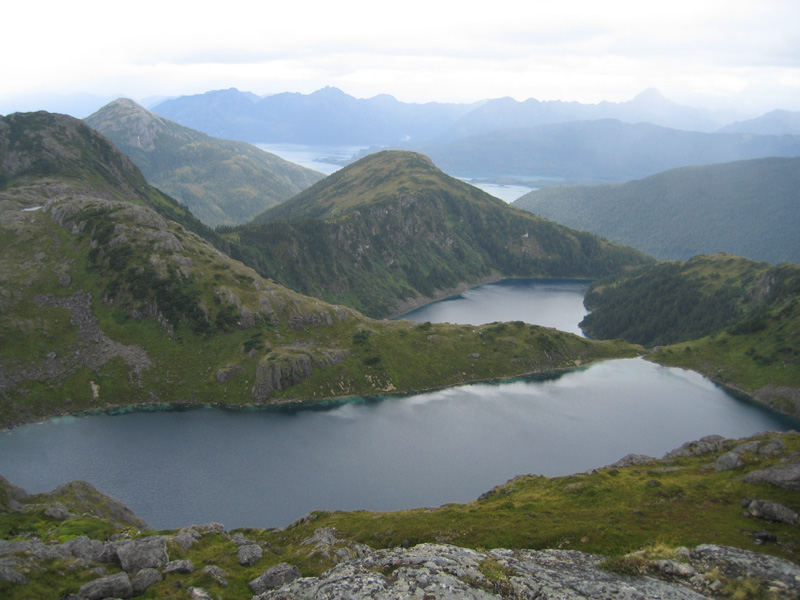
Laghi alpini
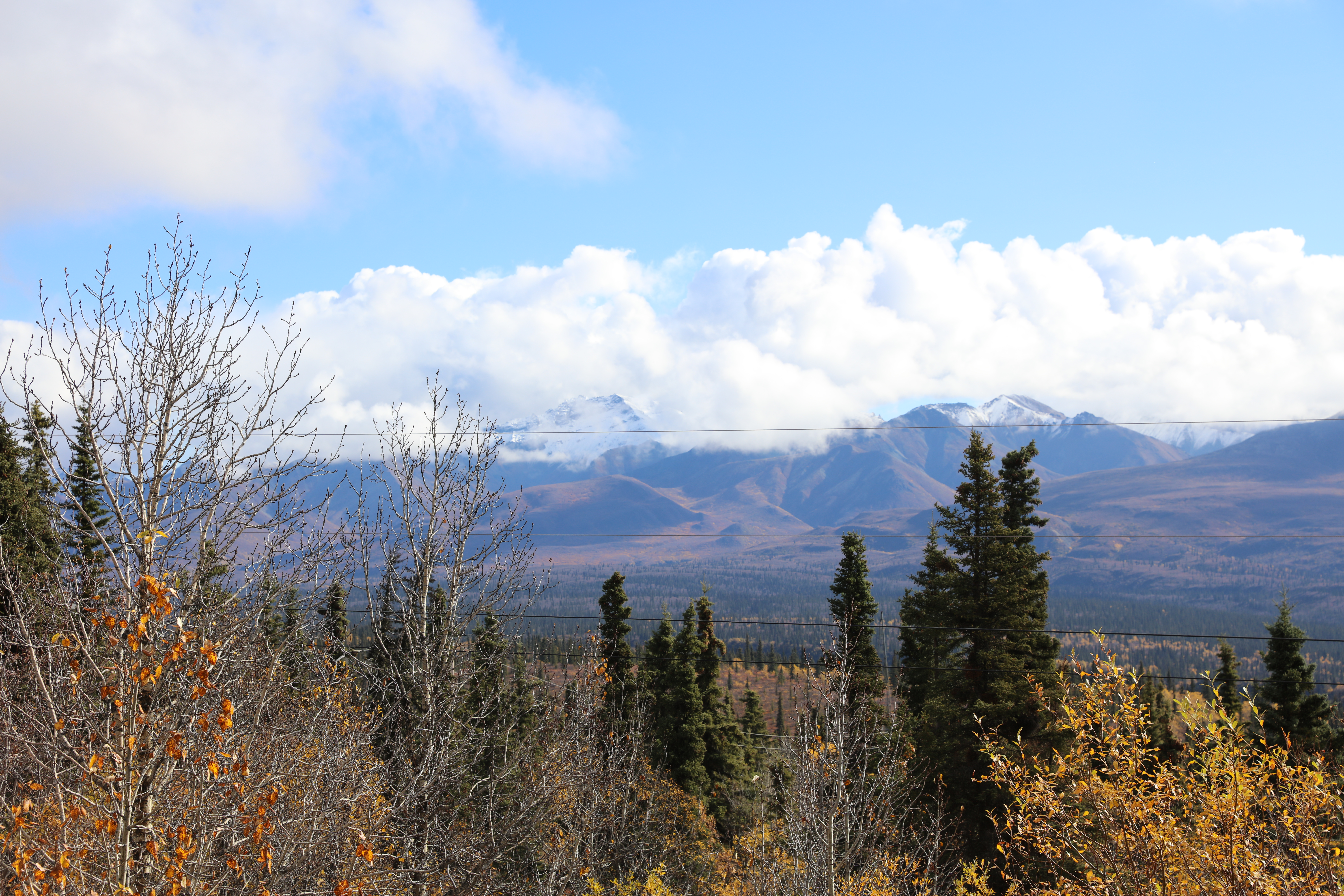
Le montagne Chugach dall'autostrada Glenn Hwy
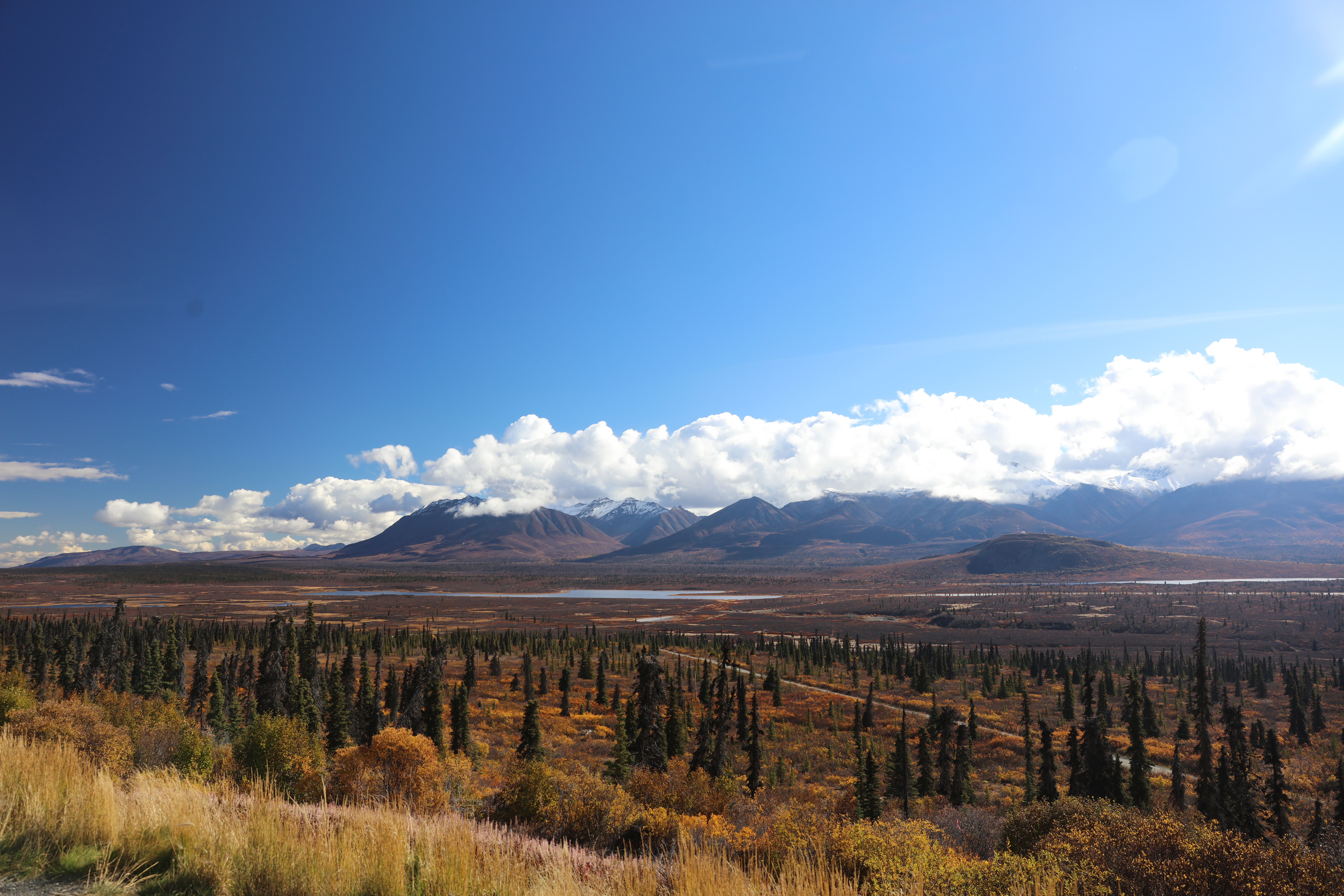
Le montagne Chugach dall'autostrada Glenn Hwy
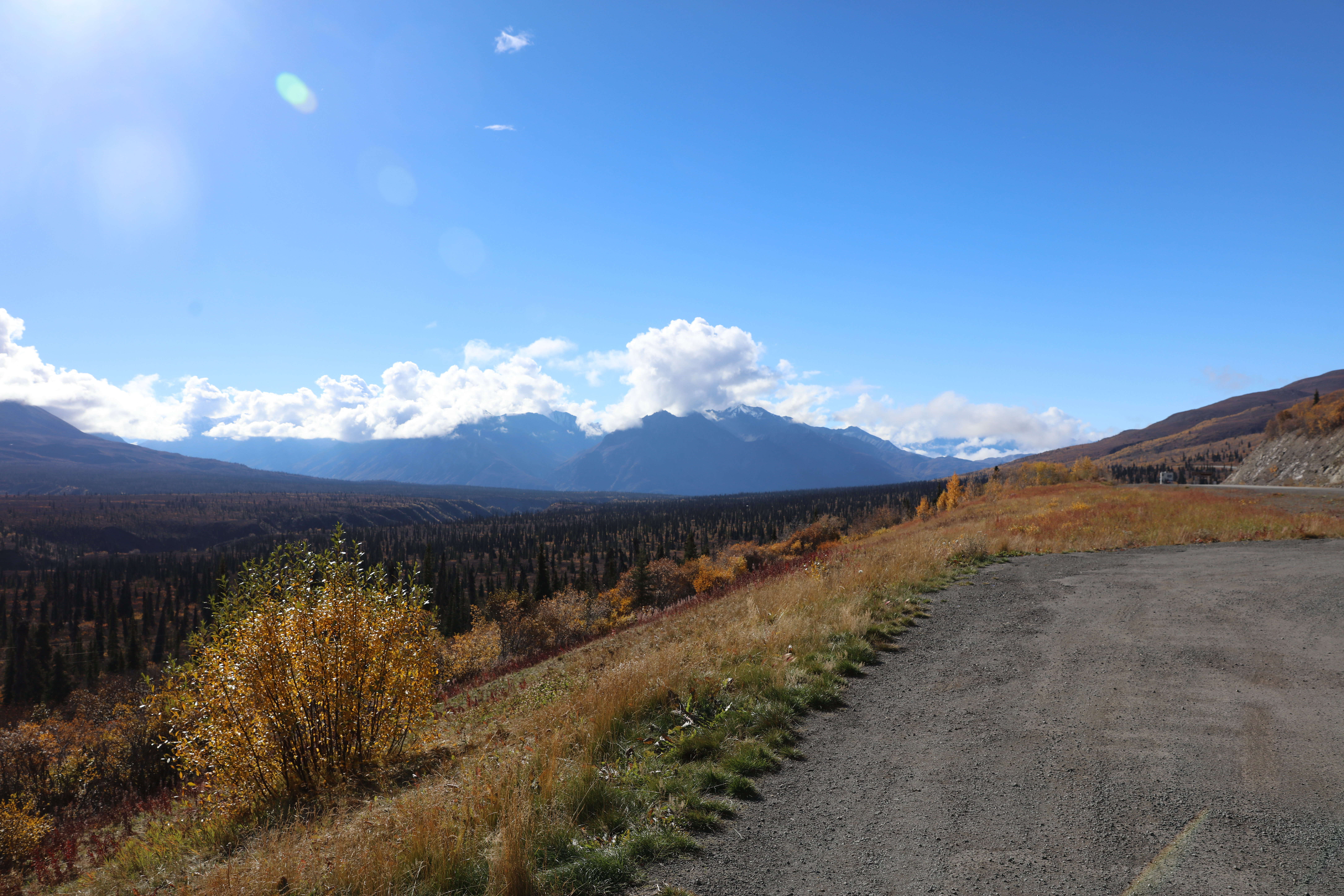
Le montagne Chugach dall'autostrada Richardson Hwy
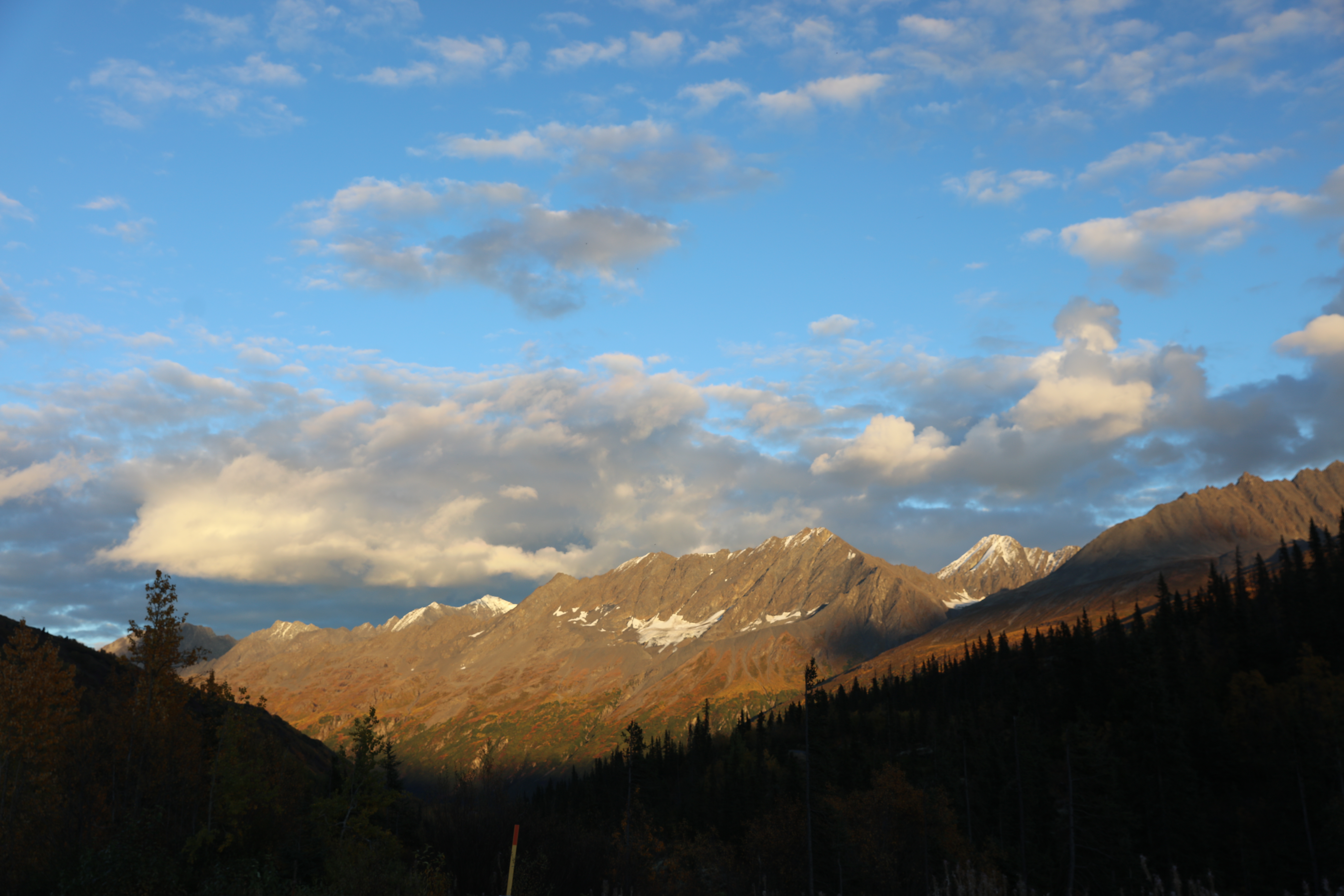
Le montagne Chugach dall'autostrada Richardson Hwy
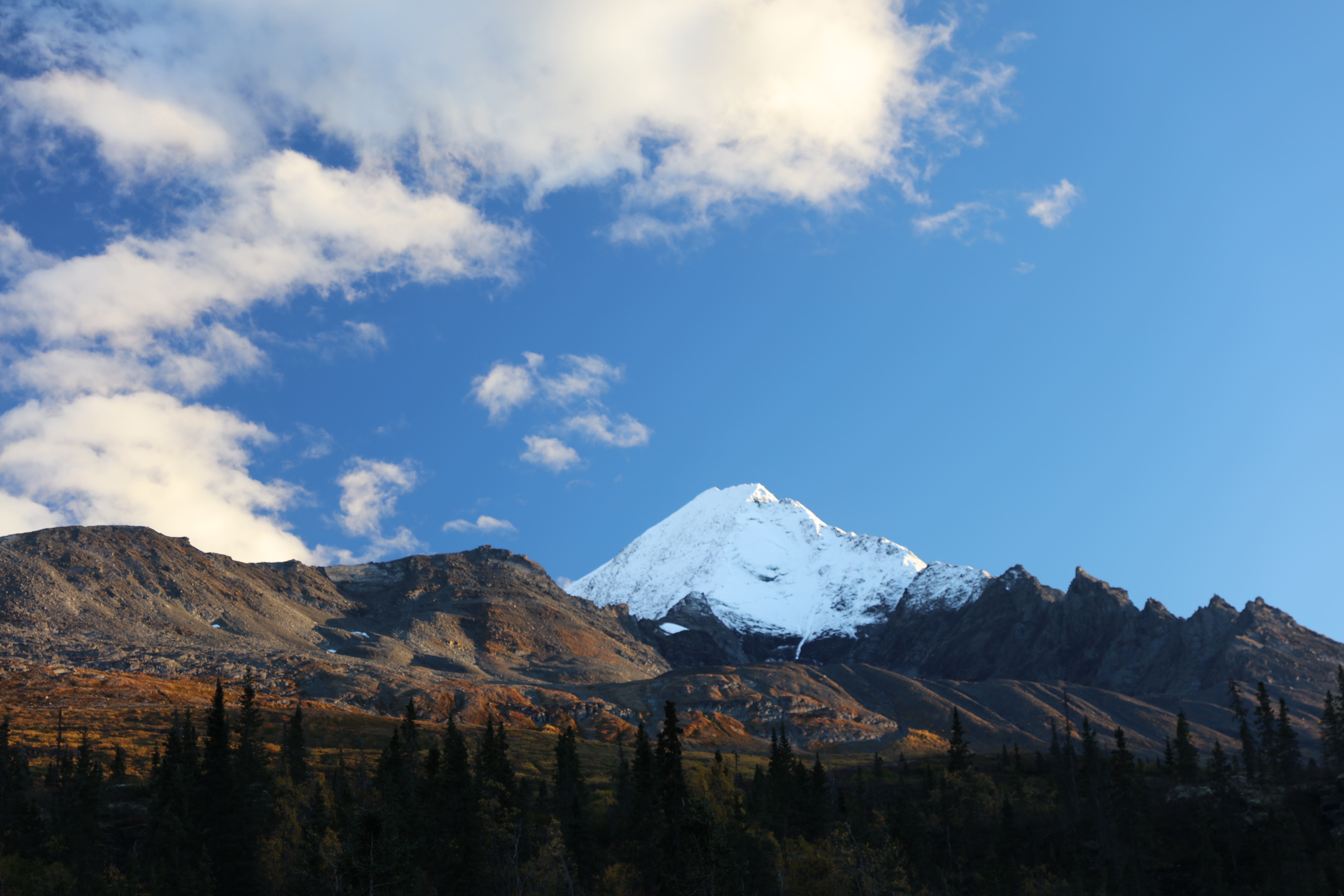
Le montagne Chugach dall'autostrada Richardson Hwy